# Goud-e Zareh
Pour les articles homonymes, voir Goud et Zareh (homonymie).
Le Goud-e Zareh ou Goud-e Zereh est un lac salé situé dans le Nimrôz afghan, qui constitue l'ultime étape des eaux du fleuve irano-afghan Helmand. La plupart du temps cependant, les eaux du fleuve n'y parviennent jamais, faute de débit suffisant.

## Mécanisme hydrologique
Le Goud-e Zareh ne se remplit que si les cinq lacs appelés Hamouns et qui se trouvent en amont, sont complètement remplis et commencent de se décharger de leur trop-plein. Il s'agit surtout de l'Hamoun-e Puzak, de l'Hamoun-e Saberi et de l'Hamoun-e Hirmand.
Si une surcharge d'eau apparaît au niveau du dernier hamoun de la chaîne, en l'occurrence l'Hamoun-e Hirmand, alors l'eau pénètre dans son émissaire, appelé Chile, et s'écoule vers le Goud-e-Zareh. Cela ne se produit environ qu'une fois tous les cinq ou dix ans.
Lorsqu'il est pleinement rempli, le Goud-e Zareh atteint une profondeur de 20 à 30 mètres. L'eau de ce lac disparaît avant tout par évaporation, qui peut atteindre ici pas moins de 3 à 4 mètres par an. Étant donné la grande profondeur du Goud-e Zareh lorsqu'il est plein, il faut donc plusieurs années pour que ce lac salin soit asséché. Il est alors prêt pour un nouveau débordement de la chaîne des hamouns.

## Le Goud-e Zareh en chiffres
- Superficie : 2 417,5 kilomètres carrés
- Volume : 24 174,9 millions de mètres cubes[1]
- Niveau de ses eaux : oscille aux environs de 458 mètres d'altitude